# Cnemisticta
Cnemisticta is een geslacht van libellen (Odonata) uit de familie van de Isostictidae.

## Soorten
Cnemisticta omvat 2 soorten:
- Cnemisticta angustilobata Donnelly, 1993
- Cnemisticta latilobata Donnelly, 1993